# Love Live!廣播節目列表
本列表羅列了《Love Live!》的廣播節目。它包括日昇、Lantis、《電擊G's magazine》的聯合作品《Love Live!》讀者參與計畫之中，有關廣播節目的部分。

## 網路電視部分

### →
2011年5月23日至2013年12月20日期間，於日本NICONICO動畫網站放送，一個月一次的節目。全27回+特別篇3回。
第1-8回的名稱為（Love Live部 Nico生課外活動～鳥果海～），由新田惠海、內田彩、三森鈴子來擔任主持人。。第9回開始三森鈴子（飾園田海未）的部分由Pile（飾西木野真姬）來接手，並將節目名稱改名為（Love Live部 Nico生課外活動~鳥果真姬~）。除了主持的三位以外，其餘擔任《Love Live!》角色聲優的全員皆有擔任節目來賓。此外，在2014年與日本必勝客合作時有再推出復活特別版。。
節目來賓列表
- Pile（第2回 - 2011年6月27日）
- 楠田亞衣奈（第3回 - 2011年7月25日、第14回 - 2012年11月24日、第16回 - 2013年1月20日）
- 德井青空（第4回 - 2011年8月29日、第17回 - 2013年2月24日）
- 久保由利香（第6回 - 2011年11月30日、第17回 - 2013年2月24日、第20回 - 2013年5月18日）
- 南條愛乃（第10回 - 2012年6月22日）
- 飯田 里穗（第14回 - 2012年11月24日、第17回 - 2013年2月24日、第26回 - 2013年11月30日）
- 三森鈴子（第18回 - 2013年3月17日）

特別篇
- 2011年9月3日-《Love Live!公開發布派對》（ラブライブ公開打ち上げパーティー）
- 2012年9月15日-《Nico生放送特別篇~鳥妮姬花海果希凜繪里~》（ニコ生課外活動特番！〜ことにこまきぱなうみほののぞりんえり〜 μ's勢揃い大発表もあるよSP）
- 2013年3月10日-
- 2016年1月16日-ラブライブ！μ’sニコ生課外活動～ことほのうみまき～一夜限りの復活！

### 
2014年4月18日開始於日本NICONICO動畫網站放送（Nico生Love Live! 新田 Fight Club），一個月一次的節目。主持人為擔任高坂穗乃果的聲優-新田惠海。。每一回皆會邀請μ's成員們的聲優來擔任特別來賓。
節目來賓列表
- 德井青空（第1回 - 2014年4月18日）
- 飯田里穗（第2回 - 2014年5月17日）
- 南條愛乃（第3回 - 2014年6月13日）
- Pile（第4回 - 2014年7月18日）
- 久保由利香（第5回 - 2014年8月22日）
- 三森鈴子（第6回 - 2014年9月21日）
- 楠田亞衣奈（第7回 - 2014年10月25日）
- 内田彩（第8回 - 2014年11月14日）
- 妮可凜花陽（德井青空・飯田里穗・久保由利香）（第9回 - 2014年12月26日）

2015年2月27日開始至至2015年8月22日期間，於日本NICONICO動畫網站放送（Nico生Love Live! 希果☆百寶箱），一個月一次，總計八回的節目。主要是為了配合劇場版上映而進行的特別廣播。
節目內容
- 希果散步 - 根據Fan Meeting Tour的內容，由兩位主持人結伴而行去各地的活動會場以及周邊的劇場版上映劇院，介紹周邊的名產和食物。
- Music File - 播放Love Live! 第二張歌曲精華合輯「Love Live! Best Collection II」之中的歌曲。
- 表現力开箱（第2回開始）
- 目標，9→10%問卷 - 挑戰讓數字落在9%-10%之間的是非題。首先由觀眾出題，之後在進行nico投票。投票中如果沒有落到9-10%範圍內，將會有一次復活挑戰，復活挑戰由主持人在原題中附加一些條件。如果觀眾挑戰成功，達到條件，則會播放《那就是我們的奇蹟》的副歌部分（主持人也會興奮的手舞足蹈跳一小段）。
- 來自粉絲的郵件 - 透過觀眾的投稿，讓主持人能夠和粉絲們進行互動。
- Love Live!新聞 - 發布關於接下來活動相關的新聞。

## 網路電台部分

### 
自2011年5月31日至2012年12月15日，每個月的15號於Lantis網路電台線上播出的（Love Live部 廣播課外活動～妮可凜花陽～）廣播節目，總共18回，同时也是《Love Live!》广播节目中唯一拥有专属主题曲的节目。由矢澤妮可（聲：德井青空）、星空凛（聲：飯田里穗）、小泉花陽（聲：久保由利香）擔任主持人。
最大特點為每次都於節目放送結尾時，以惡整人的模仿遊戲作為懲罰。
節目内容
- Love Live部員活動報告 - 聽眾的投稿介紹。
- 目標!!偶像!! - 依照聽眾投稿的題目，將其表現出來。
- 音乃木坂學園演劇部 in RADIO - 依照工作人員提供的題目來表現出來。
- 新活動介紹SHOW!! - 由主持人介紹近期將進行的新活動，公告的內容，即將進行通販的相關商品。

節目來賓列表
- 新田惠海、内田彩、三森鈴子、楠田亞衣奈、Pile、南條愛乃（第5回 - 2011年9月16日）

2013年1月9日開始，該廣播節目的放送時間改為每週三播出一次（2012年12月26日預告篇播出）。自2013年5月1日播出的第17回開始改為每雙週播出一次、自2014年4月2日播出的第39回開始改為每週播出一次、自2014年8月13日的第58回再次改為每隔週的星期三來播出。至2016年3月23日结束，共80回。其中飯田於第53回，久保於第23回請假缺席。
为纪念《Love Live! Solo Live! collection Memorial BOX Ⅲ》发售，该节目“限定复活”，于2018年3月21日和28日播出节目的第99回和第100回。
節目片段
- 廣播部公告欄 - 聽眾投稿的介紹。
-  - 主持人進行題目問答，三人之中答案答對數最少的將接受懲罰遊戲。

節目來賓列表
- 楠田亞衣奈（第9回 - 2013年3月6日、第23回 - 2013年7月24日（※）、第50回 - 2014年6月18日）
- 新田惠海（第12回 - 2013年3月27日、第52回 - 2014年7月2日）
- 南條愛乃（第50回 - 2014年6月18日）

简称。2016年4月13日开始播出，每周三更新。节目会不定期进行主持人选举，当选者会在接下来的一段时间担当节目固定主持。另外，每年《Love Live! 學園偶像祭》感谢祭之后，会由在小组对抗赛中获胜的小组担任一个月的主持人。
节目主持人：
- 1-32回：Aqours成员轮流担当；
- 33-66、72-92回：高海千歌（声：伊波杏树）、黑泽黛雅（声：小宫有纱）、津岛善子（声：小林爱香）组成的“宫林波”（ぐ～りんぱ☆，第52回确定名称[26]）组合。
- 67-71回：Guilty Kiss成员。
- 93-100回：成员轮流担当。
- 101- ：渡边曜（声：齐藤朱夏）、黑泽露比役（声：降幡愛）、津島善子（声：小林愛香）组成的[27]组合。

节目内容（固定环节）
- 浦之星女学院意见箱 - 听众的投稿介绍。
- 1、2，锵锵，SIF挑战 - 主持人根据限定条件，总结手游《Love Live! 學園偶像祭》的魅力；或是由主持人在完成游戏挑战任务的同时，完成由听众投稿而来的附加任务。每月根据任务完成次数，会在日服游戏中提供不同的奖励。

通稱。於2023年7月5日至10月25日之間播出。是為了紀念幻日夜羽動畫播出所播放，等同於浦RADIO的番外篇。節目主持人由飾演夜羽的「小林愛香」擔任。

## 音樂情報節目部分

### 
於2012年11月1日至12月27日、進行放送2個月的小型節目（下課後Love Live!）。。
以「校園偶像們在放學之後的自主練習」為主題，聲優們進行題目問答，指定動作和遊戲等，來進行節目並推廣Love Live!。
之後，再次於2014年6月28日和7月5日播出了「（下課後Love Live! Return）」。
2016年10月1日开始在节目中播出，主要介绍动画相关内容。

## 無線電廣播節目部分

### 
自2014年1月4日開始，每週六晚上11點30分至午夜0時，在文化放送播出（RADIO animelo mix Love Live!〜希繪里 Radio Garden〜）。至2015年9月26日结束，总共91回。主持人為絢瀬絵里（聲優：南條愛乃）、東條希（聲優：楠田亞衣奈）。
在2015年9月5日廣播時向聽眾宣布，為了銜接新計畫，節目將於9月26日於線上放送最後一回。
節目內容
- 希繪里的Voice Garden - 依照工作人員所指定的情境和劇本來進行與另一個人的對話，對話內容將會於放送結束後放置在官方網站。
- 本週的 - 由聽眾寄來投稿信件，讓南條愛乃來評定令人讚嘆的程度，得到滿分（10ハラショー）的人將會獲得官方提供的精美貼紙。
- 向希繪里的請求 - 由聽眾投稿的信件請求，讓兩位主持人進行相對應的對話。
- 實現大家的願望吧！KusuKusu大明神 - 以喜好占卜的東條希為主題，讓觀眾投稿信件來向神明求得幸運。
- 一個人住的願望 - 以一個人居住的南條和希為主題，由觀眾投稿，找尋一個人住也能開心的辦法。
- LoveLiver的梦想 - 由聽眾寄來投稿信件，说出自己的梦想。
- 开始的故事 - 由聽眾寄來投稿信件，说出自己最近开始做的事情。

節目來賓列表
- 新田惠海（第13回 - 2014年3月29日）
- 飯田里穗（第19回 - 2014年5月10日）
- Pile（第43回 - 2014年10月25日）